# Superformance Daytona Coupe

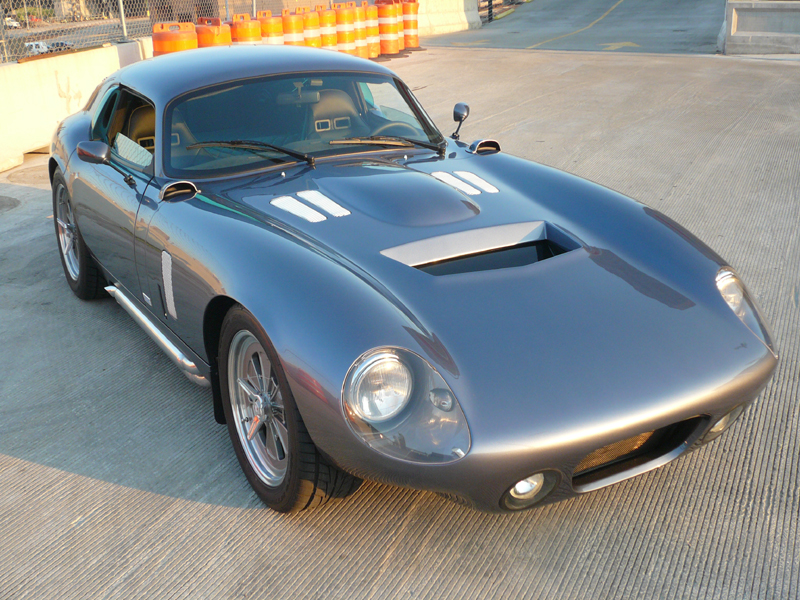
Superformance Daytona Coupe

Superformance Daytona Coupe (původně SPF Brock Coupe) je licencovaná replika závodního kupé Shelby Daytona ze 60. let 20. století. Vůz byl vyráběn v letech 2003–2009 americkou firmou Superformance. Na podzim 2007 existovalo přibližně 130 kusů tohoto vozu, většina v USA. Oficiální dodavatelem motorů pro toto kupé je firma Roush Performance, přičemž většina amerických majitelů si vybrala motor Roush postavený na základě motoru 351 Windsor od Fordu. Vůz dosahuje maximální rychlosti 310 km/h a je vyrobeno moderními technologiemi, jako je třeba mřížový trubkový rám a karoserie z karbonových vláken.